# Troisième métatarsien
Pour un article plus général, voir Métatarsien.

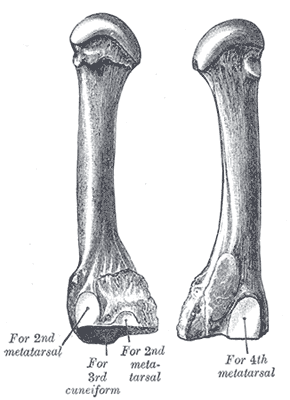
Le troisième métatarsien

Le troisième métatarsien est un cinq os long du métatarse.

## Description
Le troisième métatarsien est le deuxième métatarsien le plus long après le deuxième métatarsien.
Comme les quatre autres os métatarsiens, il peut être divisé en trois parties : une base, un corps et une tête.
La base ou l'extrémité postérieure est en forme de coin. Elle présente à son extrémité proximale une facette articulaire triangulaire qui s'articule avec cunéiforme latéral. Médialement elle présente deux facettes articulaires pour le deuxième métatarsien et latéralement une seule facette à l'angle dorsal de la base pour le quatrième métatarsien. Les facettes médiales contribue à la deuxième articulation tarso-métatarsienne et la latérale à la troisième.
La tête ou extrémité antérieure s'articule avec la troisième phalange proximale.

## Insertions musculaires
| Muscle                                           | Direction | Zone d'attache                                                                 |
| ------------------------------------------------ | --------- | ------------------------------------------------------------------------------ |
| Deuxième muscle interosseux dorsal du pied       | Origine   | Côté médial du corps                                                           |
| Troisième muscle interosseux dorsal du pied      | Origine   | Côté latéral du corps                                                          |
| Premier muscle interosseux plantaire             | Origine   | Côté médial de la base et du corps                                             |
| Tête horizontale du muscle adducteur de l'hallux | Origine   | Ligament métatarsien transverse profond et articulation métatarso-phalangienne |